# Еймантас Станіоніс
Еймантас Станіоніс (лит. Eimantas Stanionis; 17 серпня 1994, Каунас) — литовський боксер, чемпіон Європи серед любителів, «регулярний» чемпіон WBA (Regular) (2022—2024) та чемпіон світу WBA (2024—2025) у напівсередній вазі.

## Аматорська кар'єра
2010 року Еймантас Станіоніс завоював бронзову медаль на чемпіонаті Європи серед молоді.
На чемпіонаті Європи 2013 програв у першому бою, а на чемпіонаті світу 2013 — в другому.
На чемпіонаті Європи 2015 став чемпіоном.
- В 1/8 фіналу переміг Балажа Бачкаї (Угорщина) — 3-0
- У чвертьфіналі переміг Сімеона Чамова (Болгарія) — 3-0
- У півфіналі переміг Юба Сіссохо (Іспанія) — 3-0
- У фіналі переміг Павла Костроміна (Росія) — TKOI 3

На чемпіонаті світу 2015 Роландас Ясявичюс переміг Адама Нолана (Ірландія) та Габріеля Маестре (Венесуела), а у чвертьфіналі програв Лю Вей (Китай).
На Олімпійських іграх 2016 в першому бою переміг Лю Вей (Китай) — 3-0, а у наступному програв Шахраму Гіясову (Узбекистан) — 0-3.

## Професіональна кар'єра
Впродовж 2017—2021 років Еймантас Станіоніс провів 13 переможних боїв. 16 квітня 2022 року в бою за титул «регулярного» чемпіона за версією WBA у напівсередній вазі проти росіянина Раджаба Бутаєва здобув перемогу розділеним рішенням.
Наступним суперником Станіоніса мав стати американський нокаутер Верджил Ортіс. Їх поєдинок планувався на березень 2023 року, але був перенесений на квітень через видалення апендикса у литовця. У квітні бій теж не відбувся через проблеми зі здоров'ям у американця. Поєдинок отримав нову дату 8 липня 2023 року, але знов був відмінений, оскільки напередодні поєдинку Ортіс знепритомнів і його відправили в лікарню.
4 травня 2024 року одностайним рішенням суддів переміг венесуельця Габріеля Маестре. У серпні 2024 року був підвищений до повноцінного чемпіона WBA.
12 квітня 2025 року в об'єднавчому бою зустрівся з чемпіоном за версією IBF американцем Джароном Еннісом і зазнав дострокої поразки, припинивши бій після шостого раунду.